# Plantacja Ulsteru

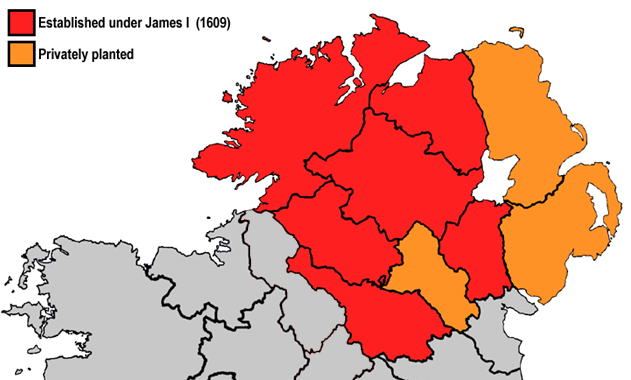
Uproszczona mapa przedstawiająca współczesne granice Ulsteru z zaznaczeniem skolonizowanych hrabstw, które w rzeczywistości jednak nie obejmowały całych powierzchni zaznaczonego obszaru.

Plantacja Ulsteru (ang. Plantation of Ulster, irl. Plandáil Uladh) – część procesu wysiedlenia katolickiej irlandzkiej społeczności farmerskiej z terenów w rejonie prowincji Ulster i osiedlenie w to miejsce angielskich protestantów oraz szkockich prezbiterian. 
Plantacja Ulsteru miała swój początek w okolicach roku 1610. W czasie trwania całego procesu ponad 80% produktywnych gruntów poddano transformacji w etnicznie i religijnie odrębne wspólnoty.
Proces podziału terenów polegał na wydzieleniu obszarów o powierzchni od tysiąca do dwóch tysięcy akrów oraz oferowanie ich jako teren na wynajem. Angielscy osiedleńcy otrzymywali lepsze oraz tańsze tereny. W umowie zaznaczano jednak wymóg osiedlenia się na danym terenie tylko pewnej liczbie rodzin angielskich. Podobne umowy były oferowane też Szkotom. Obszary te były dostępne również dla Irlandczyków, ale przy znacznie większej opłacie za wynajem. Z czasem pojawiły się miejsca plantacji, gdzie zaczęło brakować osób do osiedlania. Spowodowało to, że z czasem wielu najemców zaczęło zatrudniać nielegalnie irlandzkich pracowników lub też po prostu opuszczać te tereny. Wracający do swych rodzinnych domów, przed swym wyjazdem często grabili to, z czego można było jeszcze osiągnąć jakiś zysk. W obu przypadkach Brytyjczycy obciążali irlandzkich lokatorów wygórowanym czynszem, szybko pozbawiając ich środków do życia oraz powodując, że stawali się oni rozbójnikami i łupieżcami żyjącymi w lasach.
Obszarami, na których plantacja rozwinęła się prężnie i z sukcesem, były tereny w północnej jej części oraz wokół hrabstwa Antrim. W dłuższej perspektywie plantacja Ulsteru była postrzegana jako część sukcesu ówczesnej Anglii. Obszary te stały się bardziej dochodowe, notowano mniej buntów, tereny te stały się bardziej anglocentryczne.